# トマス・ドゥサイラント
トマス・ドゥサイラント・ベネシアン（Tomás Dussaillant Venezian、1990年10月6日 - ）は、スーペル・ラグビー・アメリカス、セルクナムに所属するラグビーユニオン選手。

## プロフィール
- チリ、サンティアゴ出身[2]。
- ポジションはフッカー(HO)。
- 身長 175cm、体重 97kg
- チリ代表キャップは37（2025年2月現在）でラグビーワールドカップ2023のチリ代表に選ばれた[3]。

## 略歴
2019年、セルクナムに加入。